# Cleveland (Missisipi)
Cleveland – miasto w Stanach Zjednoczonych, w stanie Missisipi, siedziba administracyjna hrabstwa Bolivar.